# Zapowiednik (województwo pomorskie)
Zapowiednik – osada kociewska w Polsce położona w województwie pomorskim, w powiecie starogardzkim, w gminie Skarszewy nad rzeką Wierzycą. Osada wchodzi w skład sołectwa Bączek.
W latach 1975–1998 miejscowość administracyjnie należała do województwa gdańskiego.
Od 1982 roku w miejscowości funkcjonuje Wojewódzkie Centrum Leczenia Uzależnień.

## Zabytki
Według rejestru zabytków NID na listę zabytków wpisany jest zespół dworski, pocz. XX, nr rej.: A-1428 z 7.12.1993: dwór i park.